# Deal With It - Stai al gioco
Deal With It - Stai al gioco è stato un programma televisivo italiano di genere game show e candid camera, in onda sul NOVE, dal 14 ottobre 2019 al 10 giugno 2022 dal lunedì al venerdì, nella fascia di access prime time, con la conduzione di Gabriele Corsi.
Dal 5 gennaio 2020 il programma è andato in onda anche la domenica, in prima serata o nella fascia di access prime time.

## Edizioni
| Edizione | Periodo          | Periodo         | Conduzione     | Puntate   | Puntate      | Ascolti | Share |
| Edizione | Inizio           | Fine            | Conduzione     | Preserale | Prima serata | Ascolti | Share |
| -------- | ---------------- | --------------- | -------------- | --------- | ------------ | ------- | ----- |
| 1ª       | 14 ottobre 2019  | 2 febbraio 2020 | Gabriele Corsi | 45        | 5            | 517.000 | 2,1%  |
| 2ª       | 31 agosto 2020   | 30 ottobre 2020 | Gabriele Corsi | 45        | -            | 574.000 | 2,3%  |
| 3ª       | 2 novembre 2020  | 26 marzo 2021   | Gabriele Corsi | 45        | -            | 585.000 | 2,1%  |
| 4ª       | 5 aprile 2021    | 4 giugno 2021   | Gabriele Corsi | 45        | -            | 486.000 | 1,9%  |
| 5ª       | 6 settembre 2021 | 1º aprile 2022  | Gabriele Corsi | 60        | -            |         |       |
| 6ª       | 4 aprile 2022    | 10 giugno 2022  | Gabriele Corsi | 45        |              |         |       |

## Il programma
Il programma, basato sull'omonimo format israeliano di Keshet Media Group, e prodotto in Italia da Banijay, prevede che in ogni puntata, il conduttore assieme a dei personaggi del mondo dello spettacolo, scelga una coppia di clienti all'interno di un locale pubblico (ristorante, trattoria, caffetteria, pub), disseminato di telecamere nascoste. Uno dei due concorrenti scelti verrà portato all'interno di una regia nascosta dove riceverà la proposta di partecipare al programma, che gli permetterà di vincere fino a 2.000 €. Per poterli vincere, il giocatore dovrà accettare di indossare un auricolare, tornare in sala ed eseguire gli ordini impartiti dalla regia, all'insaputa del partner. Ogni volta che il concorrente riuscirà a portare a termine la bizzarra sfida suggerita, vedrà crescere il suo montepremi.
Ad ogni sfida, poi, potranno partecipare anche dei personaggi del mondo dello spettacolo in qualità di "ospiti" i quali faranno di tutto per ostacolare il concorrente in gioco e metterlo in imbarazzo. Gli ospiti possono interagire col giocatore in tre modi:
- come "suggeritore", affiancando il conduttore nella regia e dando indicazioni al concorrente;
- come "complice", andando in scena e diventando complice dello scherzo;
- come "concorrente", coinvolgendo un suo parente o amico a sua insaputa, in cui ad ogni sfida vinta, i soldi guadagnati andranno in beneficenza.

Il concorrente protagonista di Deal With It – Stai al gioco deve affrontare cinque prove, di difficoltà e valore crescente (100 €, 200 €, 500 €, 1.000 €, 2.000 €) e sempre più imbarazzanti, dove, superata ogni fase, accumulerà una somma di denaro. Solo al superamento della terza fase, il giocatore vincerà il montepremi. Alla quarta fase, invece, potrà decidere se rischiare e cercare di portare a termine la sfida vincendo i 2.000 euro oppure fermarsi ai 1.000 accumulati, col rischio che in caso di fallimento della prova vince 500 €, mentre se viene scoperto dal compagno, che capisce che è uno scherzo, perde tutto il montepremi accumulato. La regola principale per poter vincere tutte le sfide è che il concorrente non deve mai farsi scoprire dall'altra persona al tavolo o che quest'ultimo non lasci il locale. Nel caso il concorrente voglia ritirarsi anticipatamente dalla gara, dovrà pronunciare la frase "Non sto al gioco!".

## Suggeritori
Nella storia del programma hanno partecipato diversi personaggi del mondo dello spettacolo, tra cui:
- Alessandro Onnis
- Angela Finocchiaro
- Anna Tatangelo
- Antonio Ornano
- Awed
- Barbara Foria
- Brenda Lodigiani
- Chiara Francini
- Ciro Ferrara
- Claudio Santamaria
- Costantino della Gherardesca
- Cristiano Malgioglio
- Debora Villa
- Daniela Collu
- Edoardo Ferrario
- Elio
- Eva Grimaldi
- Fabrizio Ravanelli
- Federico Russo
- Fortunato Cerlino
- Francesco Panella
- Frank Matano
- Fabrizio Biggio
- Giancarlo Magalli
- Gianluca "Scintilla" Fubelli
- Gianmarco Tognazzi
- Gigi e Ross
- Jury Chechi
- Linus
- Maurizio Lastrico
- Max Giusti
- Michela Giraud
- Natasha Stefanenko
- Nina Palmieri
- Nino Frassica
- Paolo Ruffini
- Pupo
- Roberta Vinci
- Saverio Raimondo
- Simona Ventura
- Stefano Corti
- The Jackal
- TheShow
- Tommaso Zorzi
- Valentina Ferragni
- Valerio Lundini